# Torpedóválaszfal

Ábra egy szokványos hadihajó páncélzatának kialakításáról. A torpedó-válaszfal "D" betűvel jelölve

A torpedóválaszfal (német: Torpedoschott; angol: torpedo bulkhead) a hadihajók páncélzatának egy része, mellyel a 20. század elején az összes nagyobb hadihajót (főleg a csatahajókat és a csatacirkálókat) ellátták. Feladatuk a páncélöv alatti torpedótalálatok okozta sérülések által okozott károk mérséklése volt. Először az Henri IV. francia partvédelmi páncélost szerelték fel vele 1898-ban és az orosz rendelésre készülő Cezarevics is kapott ilyen passzív védelmi berendezést.
Az első ilyen válaszfalaknál azonban a rekeszek (expanziós kamrák) túl kicsik voltak a robbanáskor keletkező gázok elnyelésére. A hajó oldala és a torpedóválaszfal közötti kis távolság miatt utóbbi nem tudott sérülés nélkül ellenállni a detonáció lökéshullámának, ezért a hatékonysága erősen korlátozott volt. Először a Kaiserliche Marine (Császári Haditengerészet) látta el hajóit hosszadalmas és költséges tesztelések árán kifejlesztett rendkívül hatékony víz alatti védelemmel a Blücher cirkálótól kezdődően. Ezt követően az összes német csatahajót és csatacirkálót felszerelték hasonló védelmi rendszerrel.
A válaszfal feladata abban állt, hogy torpedótalálat esetén a vízbetörést egy lehatárolt helyre korlátozza. Az egyik oldalon egy rekeszt, vagy rekeszeket elöntő víz a hajó megdőlését okozhatta, amit a hajó túlsó oldalán lévő rekeszek elárasztásával kompenzálhattak. Az első világháború tapasztalatai nyomán számos nagyobb hadihajót két, három vagy akár négy ilyen válaszfallal is felszereltek, ezen felül a hajótest víz alatti külső részét egy üreges kidudorodással is ellátták (Torpedowulst, anti-torpedo bulge) a védelem további fokozása érdekében, ami azonban a hajó folyási ellenállását növelte és így csökkentette annak sebességét.
Az amerikai haditengerészet második világháborúban utolsóként megépült csatahajói tripla fenékkel és helyenként négy torpedóválaszfallal épültek. A legbelső válaszfal (holding bulkhead) legtöbbször nyújtható (nagy húzószilárdságú) acélból készült, mely képes volt deformálódni és így elnyelni a robbanás erejét, anélkül, hogy eltört volna. A külső válaszfal legalább 37 mm vastag volt és gyakran páncélválaszfalként (Panzerschott) említik, mivel az alacsony sebességű gránátrepeszeket is fel tudta fogni.
Ezzel szemben a német rendszerű kialakítás egy páncélozatlan hosszanti válaszfalból (Längsschott avagy Wallgangsschott) és a mögötte nagyobb távolságra párhuzamosan futó torpedóválaszfalból (Torpedoschott) állt, melyek köztes tereit különböző módon merevítették ki. A hajó oldala és a válaszfal közötti tér expanziós térként, míg a válaszfal és a torpedóválaszfal közötti rész üzemanyagraktárként (szén, olaj) szolgált. Ennek a kombinációnak kellett elnyelnie a robbanáskor fellépő lökéshullámot. Ez a kialakítás mind az első, mind a második világháborúban rendkívül hatékonynak bizonyult és meg tudta akadályozni a súlyos károk keletkezését. Jó példa erre a Seydlitz csatacirkáló hazatérése a skagerraki csata után.

## Fordítás
- Ez a szócikk részben vagy egészben  a   Torpedoschott című német Wikipédia-szócikk ezen változatának fordításán alapul.  Az eredeti cikk szerkesztőit annak laptörténete sorolja fel. Ez a jelzés csupán a megfogalmazás eredetét és a szerzői jogokat jelzi, nem szolgál a cikkben szereplő információk forrásmegjelöléseként.
- Ez a szócikk részben vagy egészben  a   Torpedo bulkhead című angol Wikipédia-szócikk ezen változatának fordításán alapul.  Az eredeti cikk szerkesztőit annak laptörténete sorolja fel. Ez a jelzés csupán a megfogalmazás eredetét és a szerzői jogokat jelzi, nem szolgál a cikkben szereplő információk forrásmegjelöléseként.
- Charles Gillmer, Bruce Johnson: Introduction to Naval Architecture. Naval Institute Press, Annapolis MD 1982, ISBN 0-87021-318-0.